# Komine
Komine (cyr. Комине) – wieś w Czarnogórze, w gminie Pljevlja. W 2011 roku liczyła 576 mieszkańców.